# João Leão (economista)
João Rodrigo Reis Carvalho Leão (Lisboa, 15 de Fevereiro de 1974) é um economista, professor universitário e político português. Foi ministro de Estado e das Finanças no XXII Governo Constitucional, cargo no qual foi empossado a 15 de junho de 2020. Anteriormente foi secretário de Estado do Orçamento. É sobrinho de António Reis, historiador e político português, e do lado paterno tem origens goesas, sendo sobrinho-trineto de Francisco Luís Gomes, escritor, médico, economista e político goês.

## Formação e carreira académica
Licenciou-se e tirou o mestrado em Economia pela Universidade Nova de Lisboa. 
É doutorado em Economia, na área da concorrência e regulação, pelo Massachusetts Institute of Technology, Estados Unidos da América. O seu orientador de tese de doutoramento foi o Abhijit Banerjee, Prémio Nobel da Economia.
É professor de Economia no ISCTE desde 2008 e investigador da Business Research Unit daquele instituto.

## Outra experiência profissional e carreira política
Em 2024 João Leão foi nomeado pelo Conselho da União Europeia como Membro Português do Tribunal de Contas Europeu, após audiência e aprovação do Parlamento Europeu.
Foi Ministro do Estado e das Finanças entre 2020 e 2022.
Em 2020 assumiu a presidência do Ecofin, Conselho dos Ministros das Finanças da União Europeia, no âmbito da presidência portuguesa da União Europeia.

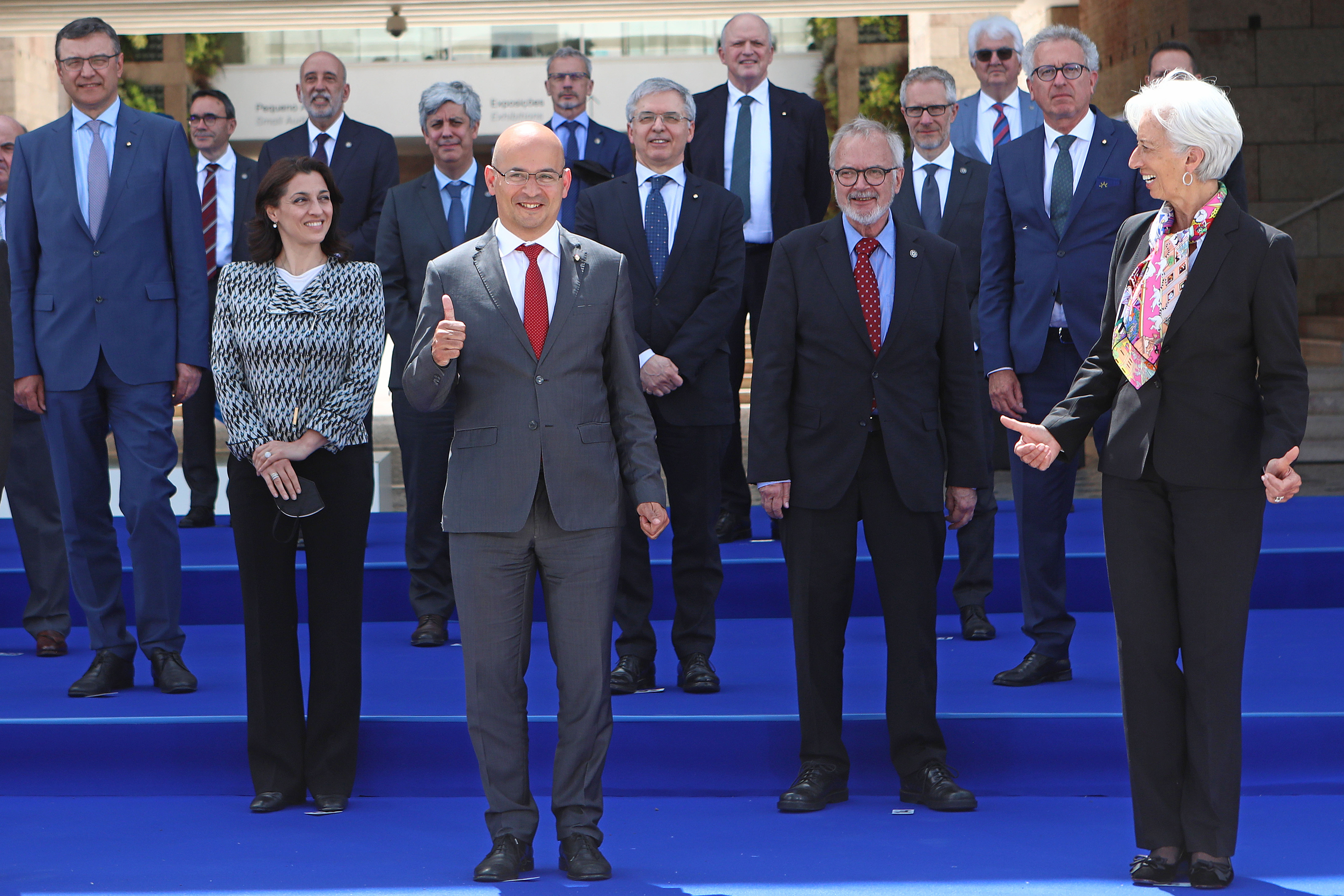
Leão a coordenar um encontro do Ecofin em 2021. Na imagem com Christine Lagarde e outros Ministros das Finanças da UE.

Em 2021 foi eleito Presidente do Conselho de Governadores Banco Europeu de Reconstrução e Desenvolvimento
Foi Secretário de Estado do Orçamento entre 2015 e 2019 nos XXI e XXII Governos.
Foi director do Gabinete de Estudos do Ministério da Economia de 2010 a 2014 e assessor do secretário de Estado Adjunto da Indústria e do Desenvolvimento entre 2009 e 2010.
Foi membro do Conselho Económico e Social entre 2010 e 2014 e do Conselho Superior de Estatística de 2010 a 2014. Fez parte da delegação portuguesa no Comité de Política Económica da OCDE em 2010 e 2012.
Em 2015, fez parte da equipa liderada por Mário Centeno que desenhou o cenário macroeconómico que serviu de base ao programa eleitoral do Partido Socialista nesse ano.
Enquanto Leão esteve no Ministério das Finanças, Portugal alcançou em 2019 o primeiro excedente orçamental dos 45 anos de história democrática do país.. Neste período, entre 2015 e 2022, Portugal foi o segundo país da UE que mais diminuiu o seu défice orçamental de 4,4% para 0,3% e o terceiro país que mais diminuiu a sua dívida pública.
Após o pico da pandemia em 2021, enquanto João Leão era Ministro das Finanças, Portugal esteve entre o primeiro grupo de países da área do euro a atingir um défice orçamental abaixo do limiar europeu de 3%. O défice orçamental de Portugal caiu de 5,8% em 2020 para 0,3% do PIB em 2022, significativamente mais baixo do que o défice orçamental na zona euro de 3,6% do PIB. Entretanto, a diminuição do rácio da dívida de Portugal foi a terceira maior na zona euro entre 2020 e 2022. A dívida em relação ao PIB caiu 21 p.p. nesses 2 anos, o que compara com uma queda de 5,6 p.p. na zona euro. , .

## Outras atividades
Organizações Europeias
- Banco Europeu de Investimento (BEI), Membro do Conselho de Governadores (2020–2022)
- Mecanismo Europeu de Estabilidade (MEE), Membro do Conselho de Governadores (2020–2022)

Organizações Internacionais
- Presidente do Conselho de Governadores  (2021-2022)
- Banco Mundial, Membro do Conselho de Governadores (2020–2022)
- Banco de Desenvolvimento Africano, Membro do Conselho de Governadores (2020–2022)
- Banco de Desenvolvimento Asiático, Membro do Conselho de Governadores(2020–2022)
- Banco Asiático de Investimento em Infraestruturas, Membro do Conselho de Governadores (2020–2022)
- Banco Europeu de Reconstrução e Desenvolvimento, Membro do Conselho de Governadores (2020–2022)
- Inter-American Investment Corporation (IIC), Membro do Conselho de Governadores (2020–2022)
- Multilateral Investment Guarantee Agency (MIGA), World Bank Group, Membro do Conselho de Governadores (2020–2022)